# Semming
Semming est un village et une ancienne commune française du département de la Moselle en région Grand Est. Cette localité fait partie de la commune de Rodemack depuis 1811.

## Géographie
Situé sur une hauteur, dans le Nord du pays de Thionville, Semming se trouve à 18 km au Nord-Est de Thionville et à 3,4 km au Sud-Est de Rodemack.
Les localités les plus proches de Semming sont Faulbach à l'Ouest et Fixem au Sud-Est.

## Toponymie
En francique lorrain : Semméngen,, avec l'accent tonique sur le premier [e] qui est un [e] fermé. En allemand : Simingen.

### Mentions anciennes
Cet endroit est mentionné sous les noms de : Suningen en 750, Sumingen en 751, Sumungen marca en 760, Sunungen en 768, Sumingen et Suminga en 842, Sumungen en 907, Sommange au XIVe siècle, Semingen et Simmingen en 1570, Sinningen en 1572, Summingen en 1616, Simmingen en 1685, Sümmingen et Zinimgen au XVIIIe siècle, Sinumingen en 1749, Simingen en 1756, Simming en 1793, Seming en 1801, Simming ou Simingen en 1817 et en 1844, Simingen vulgairement Simming en 1863, Simmingen en 1871-1918, Simming après 1919, Semming depuis 1967.

### Étymologie
Heinrich Meyer, dans son ouvrage sur les localités du canton de Zurich, donne pour le mot Sunikon l'explication suivante : « Sunikon, idem que Suninghofen, près des fermes de Sunning ou descendant de Sunno. » Tout cela pour dire que, la mention Suningen de 750 se compose de l'anthroponyme germanique Sunno suivi du suffixe -ingen.
La mention Sumungen marca veut dire que cette localité était une marche en 760.

## Histoire
Au VIIIe siècle, un certain Milo et son épouse Ragentrud donnent des terres situées à Semming à l'abbaye d'Echternach et, à la même époque, l'abbaye Saint-Maximin de Trèves possède la métairie de Semming (d'après C. Abel). Aussi, en 842, l'empereur Lothaire donne à un dénommé Alpear des biens dans ce village.
À la fin du IXe siècle, les possessions des abbayes d'Echternach et de Saint-Maximin à Semming passent aux seigneurs de Rodemack et Semming forme ensuite avec Faulbach la mairie de Faulbach,. Cependant, l'abbaye Saint-Maximin de Trèves conserve des biens dans ce village jusqu'à la Révolution française.
Jusqu'en 1685, les avoués de la seigneurie de Rodemack à Semming sont les Sibricht de Distroff.
Jusqu'en 1789, Semming est une paroisse à part entière du chapitre trévirois de Remich. En 1804 ce village n'est plus qu'une succursale communale de la paroisse de Berg, puis en 1808 une filiale de la paroisse de Berg, elle devient annexe de la paroisse de Fixem en 1838.
En mai 1791, le curé de Semming Jean-Baptiste Herbertz, refuse le serment de la constitution civile du clergé et passe la frontière le 31 mai pour échapper à l'emprisonnement ; il reprend finalement ses fonctions au mois d'octobre après la loi d'amnistie. Le district lui refuse cependant le traitement de curé et ne lui paye plus que la pension accordée aux réfractaires remplacés. La paroisse conserva encore pendant une année son « pasteur légitime » qui, obéissant à la loi de déportation, quitte la France en octobre 1792.
La commune de Semming fait partie du canton de Rodemack en 1790, puis passe  dans celui de Cattenom en 1802 ; elle est rattachée à la commune de Rodemack en 1811 par un décret du 11 septembre.

## Démographie
| 1793 | 1800 | 1806 |
| ---- | ---- | ---- |
| 137  | 151  | 118  |

En 1817, la population est de 126 habitants répartis dans 25 maisons et en 1844, il y a 145 personnes réparties dans 25 maisons.

## Économie
En 1817, Semming a un territoire productif de 416 hectares dont 77 en vignes, 38 en bois et 6 en friches ; idem en 1844.

## Culture locale et patrimoine

### Lieux et monuments
- Chapelle Saint-Pierre, tour de clocher romane, l'ensemble des boiseries sont du XVIIIe siècle et inscrites MH depuis 1990. Elle fait partie de la communauté de paroisses Saint-Benoît de Cattenom[11]
- Croix Saint-Pierre, érigée en  1750[12], sur laquelle est gravée le nom Johannes Martin
- Bildstock de 1716[13], sur lequel sont gravés les noms Gabriel Platen et Margareta Keyser

### Linguistique
Le dialecte francique de Rodemack diffère très peu de celui parlé à Esing, Faulbach, Semming, Fixem, Évange, Boler, Basse-Parthe, Haute-Parthe et Boust. Ces 10 localités ont à peu près le même vocalisme et le même nombre de diphtongues (le dialecte de Rodemack en a 10), elles forment ainsi une petite aire linguistique et seul quelques mots sont différents à l'intérieur de cette aire. 